# Parastagmatoptera hoorie
Parastagmatoptera hoorie är en bönsyrseart som beskrevs av Andrew Nelson Caudell 1910. Parastagmatoptera hoorie ingår i släktet Parastagmatoptera och familjen Mantidae. Inga underarter finns listade i Catalogue of Life.